# Ascer (ärkebiskop)
Ascer (Asser, Adser, Asger, Asker), född omkring 1055, död 5 maj 1137, var biskop i Lunds stift från 1089 till sin död och därigenom ärkebiskop över den nordiska kyrkoprovinsen från 1104.
Ascer var son till stormannen Torkild från Jylland, oftast kallad Sven Torgunnason. Torkilds syster Bodil var Erik Ejegods drottning. Ascer var således släkt med det danska kungahuset. Den 18 november 1089 vigdes han till biskop i Lunds stift. När Erik Ejegod 1103 drog på pilgrimsfärd, blev han riksföreståndare tillsammans med Eriks son Harald Kesja. Ett av målen med Eriks färd till Rom var att förmå påven att godkänna Danmarks önskemål att slippa vara beroende av ärkebiskopen i Hamburg-Bremen. 
Detta lyckades, och omkring år 1104 sände Paschalis II  en påvlig legat, som överlämnade ett pallium åt biskop Ascer såsom tecken på hans nya värdighet som Nordens förste ärkebiskop. Ascer började uppföra Lunds domkyrka och kunde 1123 inviga kryptan. Hans övriga ämbetsåtgärder är föga kända. Efter mordet på Knut Lavard 1131 blev han vid hög ålder inblandad i de våldsamma striderna om tronföljden. Först ställde han sig på kung Nils sida, men slöt sig sedan till Erik Emune. Han bidrog genom sitt uppträdande väsentligt till Eriks seger i slaget vid Foteviken 1134. Samma år lyckades han eller hans brorson och domprost, Eskil, avstyra det angrepp som ärkebiskopen av Hamburg-Bremen gjorde mot Lund som ärkestift. Ascer skildras som en from och kunnig man, men utan politisk begåvning. Han hamnar därför i skuggan av sina efterträdare biskop Eskil och Absalon Hvide.
En bror till Ascer var biskop Sven i Viborg. En annan bror, Kristian, var far till Eskil, Ascers efterträdare, och farfar till historieskrivaren Svend Aageson.